# Nothing Has Changed
Albums de David Bowie
The Next Day
(2013) Five Years (1969–1973)
(2015)
Singles
1. Sue (Or in a Season of Crime)
Sortie : 17 novembre 2014

Nothing Has Changed est une compilation de David Bowie sortie en novembre 2014. Elle rassemble des titres provenant de toute la carrière du chanteur britannique, depuis ses débuts dans les années 1960 (Liza Jane) jusqu'à un titre inédit enregistré spécifiquement pour cette compilation (Sue (Or in a Season of Crime)), co-composé avec la musicienne de jazz Maria Schneider.
Il existe plusieurs versions de l'album, chacune avec une pochette différente : une édition 3 CD où les chansons figurent dans l'ordre antichronologique de leur sortie d'origine, une édition 2 CD dans l'ordre chronologique, une édition 2 LP et une édition 1 CD réservée au Japon.
En France, le disque s'est vendu selon les estimations à 51 000 exemplaires.
La compilation est devenue "obsolète" deux ans après sa sortie, remplacée par Legacy. La version 2CD de cette nouvelle compilation reprend la version 2 CD de Nothing Has Changed avec quelques changements (l'album Blackstar étant sorti entre-temps).

## Titres
Nothing Has Changed (The Very Best of David Bowie), format 2 CD 
| 1.  | Space Oddity                            | David Bowie                                     | 5:12 |
| 2.  | The Man Who Sold the World              | David Bowie                                     | 3:56 |
| 3.  | Changes                                 | David Bowie                                     | 3:33 |
| 4.  | Oh! You Pretty Things                   | David Bowie                                     | 3:11 |
| 5.  | Life on Mars?                           | David Bowie                                     | 3:49 |
| 6.  | Starman (mix single original)           | David Bowie                                     | 4:10 |
| 7.  | Ziggy Stardust                          | David Bowie                                     | 3:12 |
| 8.  | Moonage Daydream                        | David Bowie                                     | 4:40 |
| 9.  | The Jean Genie (mix single original)    | David Bowie                                     | 4:05 |
| 10. | All the Young Dudes (mix stéréo inédit) | David Bowie                                     | 3:08 |
| 11. | Drive-In Saturday                       | David Bowie                                     | 4:29 |
| 12. | Sorrow                                  | Bob Feldman, Jerry Goldstein, Richard Gottehrer | 2:53 |
| 13. | Rebel Rebel                             | David Bowie                                     | 4:28 |
| 14. | Young Americans (version single)        | David Bowie                                     | 3:13 |
| 15. | Fame                                    | David Bowie, John Lennon, Carlos Alomar         | 4:14 |
| 16. | Golden Years (version single)           | David Bowie                                     | 3:27 |
| 17. | Sound and Vision                        | David Bowie                                     | 3:03 |
| 18. | Heroes (version single)                 | David Bowie, Brian Eno                          | 3:35 |
| 19. | Boys Keep Swinging                      | David Bowie, Brian Eno                          | 3:17 |
| 20. | Fashion (version single)                | David Bowie                                     | 3:25 |
| 21. | Ashes to Ashes (version single)         | David Bowie                                     | 3:35 |

| 1.  | Under Pressure (avec Queen)                              | Queen, David Bowie                            | 3:56 |
| 2.  | Let's Dance (version single)                             | David Bowie                                   | 4:08 |
| 3.  | China Girl (version single)                              | David Bowie, Iggy Pop                         | 4:15 |
| 4.  | Modern Love (version single)                             | David Bowie                                   | 3:56 |
| 5.  | Blue Jean                                                | David Bowie                                   | 3:11 |
| 6.  | This Is Not America (avec le Pat Metheny Group)          | David Bowie, Pat Metheny, Lyle Mays           | 3:51 |
| 7.  | Dancing in the Street (avec Mick Jagger)                 | William Stevenson, Ivy Jo Hunter, Marvin Gaye | 3:20 |
| 8.  | Absolute Beginners (version courte)                      | David Bowie                                   | 4:46 |
| 9.  | Jump They Say (version radio)                            | David Bowie                                   | 3:53 |
| 10. | Hallo Spaceboy (remix des Pet Shop Boys)                 | David Bowie, Brian Eno                        | 4:23 |
| 11. | Little Wonder (version courte)                           | David Bowie, Reeves Gabrels, Mark Plati       | 3:40 |
| 12. | I'm Afraid of Americans (version propre V1)              | David Bowie, Brian Eno                        | 4:30 |
| 13. | Thursday's Child (version radio)                         | Bowie, Reeves Gabrels                         | 4:25 |
| 14. | Everyone Says 'Hi'                                       | David Bowie                                   | 3:29 |
| 15. | New Killer Star (version radio)                          | David Bowie                                   | 3:42 |
| 16. | Love Is Lost (mix « Hello Steve Reich » de James Murphy) | David Bowie                                   | 4:07 |
| 17. | Where Are We Now?                                        | David Bowie                                   | 4:09 |
| 18. | Sue (Or in a Season of Crime)                            | David Bowie, Bhamra, Schneider, Bateman       | 7:40 |

| 1.  | Sue (Or in a Season of Crime)                            | 7:40 |
| 2.  | Where Are We Now?                                        | 4:09 |
| 3.  | Love Is Lost (mix « Hello Steve Reich » de James Murphy) | 4:07 |
| 4.  | The Stars (Are Out Tonight)                              | 3:57 |
| 5.  | New Killer Star (version radio)                          | 3:42 |
| 6.  | Everyone Says 'Hi'                                       | 3:29 |
| 7.  | Slow Burn (version radio)                                | 3:55 |
| 8.  | Let Me Sleep Beside You                                  | 3:14 |
| 9.  | Your Turn to Drive                                       | 4:44 |
| 10. | Shadow Man                                               | 4:48 |
| 11. | Seven (mix de Marius De Vries)                           | 4:12 |
| 12. | Survive (mix de Marius De Vries)                         | 4:18 |
| 13. | Thursday's Child (version radio)                         | 4:25 |
| 14. | I'm Afraid of Americans (version propre V1)              | 4:30 |
| 15. | Little Wonder (version courte)                           | 3:40 |
| 16. | Hallo Spaceboy (remix des Pet Shop Boys)                 | 4:23 |
| 17. | The Hearts Filthy Lesson (version radio)                 | 3:32 |
| 18. | Strangers When We Meet (version single)                  | 4:21 |

| 1.  | The Buddha of Suburbia                             | 4:24 |
| 2.  | Jump They Say (version radio)                      | 3:53 |
| 3.  | Time Will Crawl (remix de MM)                      | 4:18 |
| 4.  | Absolute Beginners (version courte)                | 4:46 |
| 5.  | Dancing in the Street (avec Mick Jagger)           | 3:20 |
| 6.  | Loving the Alien (remix single)                    | 4:45 |
| 7.  | This Is Not America (avec le Pat Metheny Group)    | 3:51 |
| 8.  | Blue Jean                                          | 3:11 |
| 9.  | Modern Love (version single)                       | 3:56 |
| 10. | China Girl (version single)                        | 4:15 |
| 11. | Let's Dance (version single)                       | 4:08 |
| 12. | Fashion (version single)                           | 3:25 |
| 13. | Scary Monsters (and Super Creeps) (version single) | 3:32 |
| 14. | Ashes to Ashes (version single)                    | 3:35 |
| 15. | Under Pressure (avec Queen)                        | 3:56 |
| 16. | Boys Keep Swinging                                 | 3:17 |
| 17. | Heroes (version single)                            | 3:35 |
| 18. | Sound and Vision                                   | 3:03 |
| 19. | Golden Years (version single)                      | 3:27 |
| 20. | Wild Is the Wind (mix 2010 de Harry Maslin)        | 5:58 |

| 1.  | Fame                                    | 4:14  |
| 2.  | Young Americans (version single)        | 3:13  |
| 3.  | Diamond Dogs                            | 5:56  |
| 4.  | Rebel Rebel                             | 4:28  |
| 5.  | Sorrow                                  | 2:53  |
| 6.  | Drive-In Saturday                       | 4:29  |
| 7.  | All the Young Dudes (mix stéréo inédit) | 3:08  |
| 8.  | The Jean Genie (mix single original)    | 4:05  |
| 9.  | Moonage Daydream                        | 4:40  |
| 10. | Ziggy Stardust                          | 3:12  |
| 11. | Starman (mix single original)           | 4:10  |
| 12. | Life on Mars?                           | 3:49  |
| 13. | Oh! You Pretty Things                   | 3:11  |
| 14. | Changes                                 | 3:33  |
| 15. | The Man Who Sold the World              | 3:56  |
| 16. | Space Oddity                            | 5:12  |
| 17. | In the Heat of the Morning              | 3:00  |
| 18. | Silly Boy Blue                          | 3:54) |
| 19. | Can't Help Thinking About Me            | 2:46  |
| 20. | You've Got a Habit of Leaving           | 2:32  |
| 21. | Liza Jane                               | 2:18  |

| 1.  | Let's Dance (version single)         | 4:08 |
| 2.  | Ashes to Ashes (version single)      | 3:35 |
| 3.  | Heroes (version single)              | 3:35 |
| 4.  | Changes                              | 3:33 |
| 5.  | Life on Mars?                        | 3:49 |
| 6.  | Space Oddity                         | 5:12 |
| 7.  | Starman (mix single original)        | 4:10 |
| 8.  | Ziggy Stardust                       | 3:12 |
| 9.  | The Jean Genie (mix single original) | 4:05 |
| 10. | Rebel Rebel                          | 4:28 |

| 1.  | Golden Years (version single)            | 3:27 |
| 2.  | Fame                                     | 4:14 |
| 3.  | Sound and Vision                         | 3:03 |
| 4.  | Under Pressure (avec Queen)              | 3:56 |
| 5.  | Sue (Or in a Season of Crime)            | 7:40 |
| 6.  | Hallo Spaceboy (remix des Pet Shop Boys) | 4:23 |
| 7.  | China Girl (version single)              | 4:15 |
| 8.  | Modern Love (version single)             | 3:56 |
| 9.  | Absolute Beginners (version courte)      | 4:46 |
| 10. | Where Are We Now?                        | 4:09 |

## Classements
| Classement (2014-2016)                 | Meilleure place |
| -------------------------------------- | --------------- |
| Allemagne (Media Control AG)           | 4               |
| Australie (ARIA)                       | 3               |
| Autriche (Ö3 Austria Top 40)           | 4               |
| Canada (Canadian Albums)               | 61              |
| Belgique (Flandre Ultratop)            | 9               |
| Belgique (Wallonie Ultratop)           | 24              |
| Espagne (Promusicae)                   | 11              |
| États-Unis (Billboard 200)             | 57              |
| États-Unis (Top Rock Albums)           | 5               |
| États-Unis (Alternative Albums)        | 5               |
| États-Unis (Billboard Top Album Sales) | 31              |
| Finlande (Suomen virallinen lista)     | 31              |
| Danemark (Tracklisten)                 | 11              |
| France (SNEP)                          | 11              |
| Hongrie (Mahasz)                       | 8               |
| Italie (FIMI)                          | 6               |
| Irlande (IRMA)                         | 4               |
| Norvège (VG-lista)                     | 14              |
| Nouvelle-Zélande (RIANZ)               | 1               |
| Pays-Bas (Mega Album Top 100)          | 6               |
| Portugal (AFP)                         | 5               |
| Pologne (ZPAV)                         | 49              |
| Écosse (OCC)                           | 5               |
| Royaume-Uni (Official Charts Company)  | 5               |
| Suède (Sverigetopplistan)              | 20              |
| Suisse (Schweizer Hitparade)           | 5               |

### Certifications
| Région                                | Certification | Ventes/Streams |
| ------------------------------------- | ------------- | -------------- |
| Australie (ARIA)                      | Platine       | 70 000^        |
| Nouvelle-Zélande (RMNZ)               | Platine       | 15 000^        |
| Royaume-Uni (BPI)                     | Or            | 23 300^        |
| ^Mise en rayon selon la certification |               |                |